# Barwani (huyện)
Huyện Barwani là một huyện thuộc bang Madhya Pradesh, Ấn Độ. Thủ phủ huyện Barwani đóng ở Barwani. Huyện Barwani có diện tích 5432 ki lô mét vuông. Đến thời điểm năm 2001, huyện Barwani có dân số 1081039 người.